# Szymon Kobecki
Szymon Kobecki (lit. Simonas Kobeckas; ur. 16 sierpnia 1911 w Trokach, zm. 10 maja 1985 w Wilnie) – litewski inżynier, dramaturg i poeta karaimskiego pochodzenia.
W 1930 ukończył technikum budowy dróg w Wilnie. W latach 1930–1939 kierował budową szos na Wileńszczyźnie i Wołyniu. Okres II wojny światowej spędził w Trokach. Po włączeniu Wileńszczyzny w skład Litewskiej SRR w 1945 pracował w dziale budowy dróg na stanowiskach kierowniczych, m.in. w Trokach, Możejkach, Szawlach i Wilnie.
W dwudziestoleciu międzywojennym zaangażował się w życie kulturalne społeczności karaimskiej, współtworzył m.in. teatr amatorski, pisywał sztuki, wodewile i wiersze. W 1989 ukazał się jego wiersze w zbiorze Karaj jyrlary, w 1997 następnie w  – Czypczychlej uczma Trochka (Trakus paukščiu plasnosiu).
Jest ojcem Haliny Kobeckaitė, Aleksandry Kobeckaitė.